# 真銅正宏
真銅 正宏（しんどう まさひろ、1962年5月17日 - ）は、日本の日本文学研究者。学位は、文学博士（神戸大学・論文博士・2016年）（学位論文「日本近代文学における五感表現の総合的研究」）。追手門学院大学教授・学長。

## 人物
大阪府生まれ。1985年に神戸大学文学部卒、1988年に同大学院文学研究科修士課程修了、1992年に同文化学研究科博士課程単位取得退学、徳島大学総合科学部専任講師、1994年に助教授。1995年に同志社大学文学部助教授、2001年に教授。2015年に追手門学院大学国際教養学部教授。2017年に副学長。2019年に学長に選任された。任期は2020年4月1日から2023年3月31日まで。
2016年「日本近代文学における五感表現の総合的研究」で神戸大学より文学博士の学位を取得。

## 著述

### 書籍

#### 単著
- 『永井荷風・音楽の流れる空間』世界思想社、1997年
- 『ベストセラーのゆくえ 明治大正の流行小説』翰林書房、2000年
- 『小説の方法 ポストモダン文学講義』萌書房、2007年
- 『食通小説の記号学』双文社出版、2007年
- 『永井荷風・ジャンルの彩り』世界思想社、2010年
- 『近代旅行記の中のイタリア 西洋文化移入のもう一つのかたち』学術出版会、2011年
- 『ふるさと文学さんぽ　京都』大和書房、2012年
- 『偶然の日本文学 小説の面白さの復権』勉誠出版、2014年
- 『触感の文学史 感じる読書の悦しみかた』勉誠出版 2016
- 『匂いと香りの文学誌』(春陽堂ライブラリー) 2019
- 『まほろば文学街道』萌書房 2020

#### 共編著
- 『小林天眠と関西文壇の形成』檀原みすず・田口道昭・増田周子共編、和泉書院、2003年、上方文庫
- 『言語都市・ベルリン 1861-1945』和田博文・西村将洋・宮内淳子・和田桂子共著、藤原書店、2006年
- 『コレクション・モダン都市文化 第20巻　大阪のモダニズム』編 ゆまに書房、2006年
- 『言語都市・ロンドン 1861-1945』和田博文・西村将洋・宮内淳子・和田桂子共著、藤原書店、2009年

### 論文
- <真銅正宏